# José Calasanz

Joseph von Calasanza mit Kindern

José Calasanz (* um 1556 im heutigen Peralta de Calasanz  (früher Peralta de la Sal), Spanien; † 25. August 1648 in Rom), auch Joseph von Calasanza, war ein spanischer Heiliger und Stifter des Piaristenordens.

## Leben

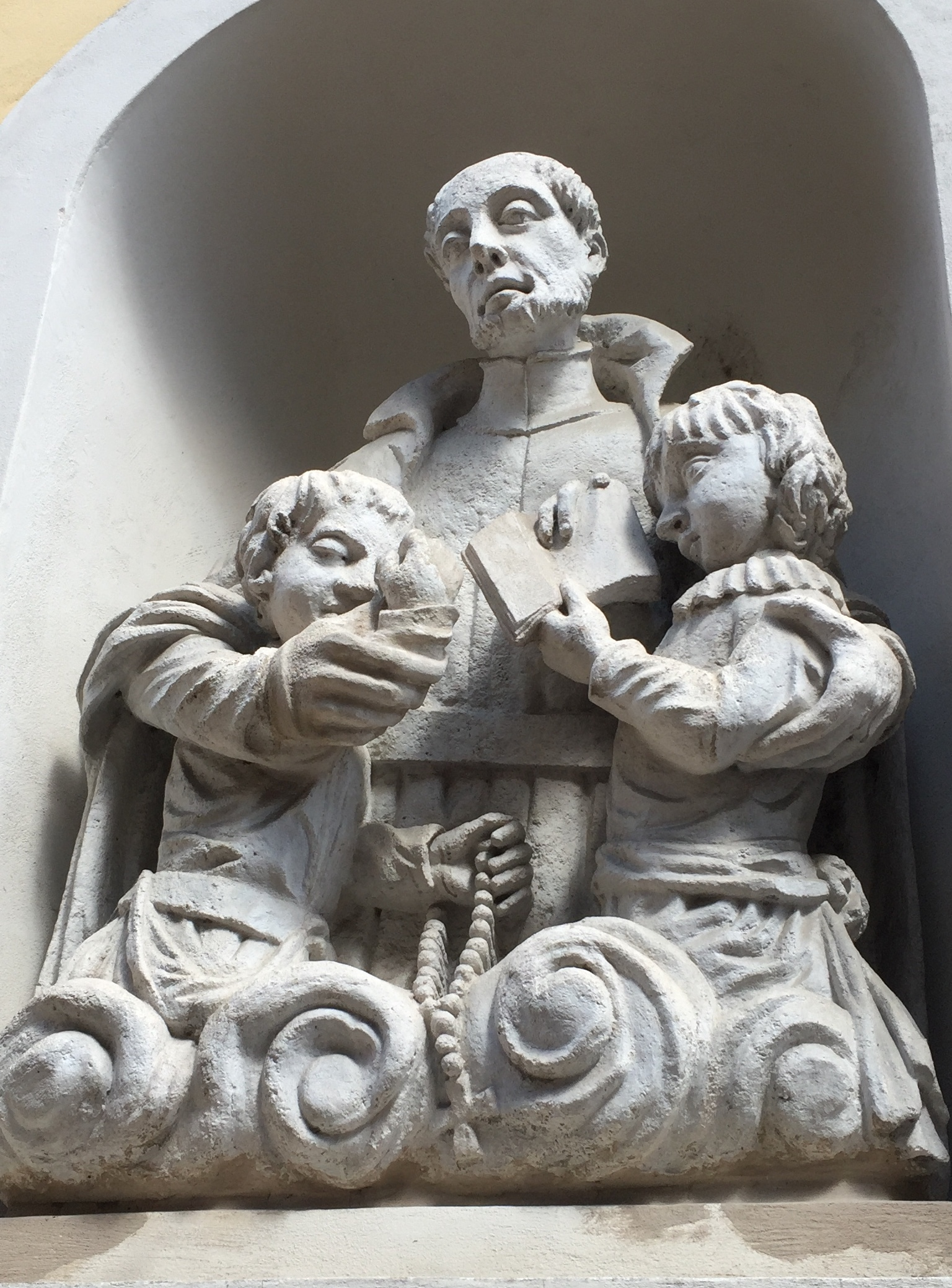
Denkmal in Wien-Wieden

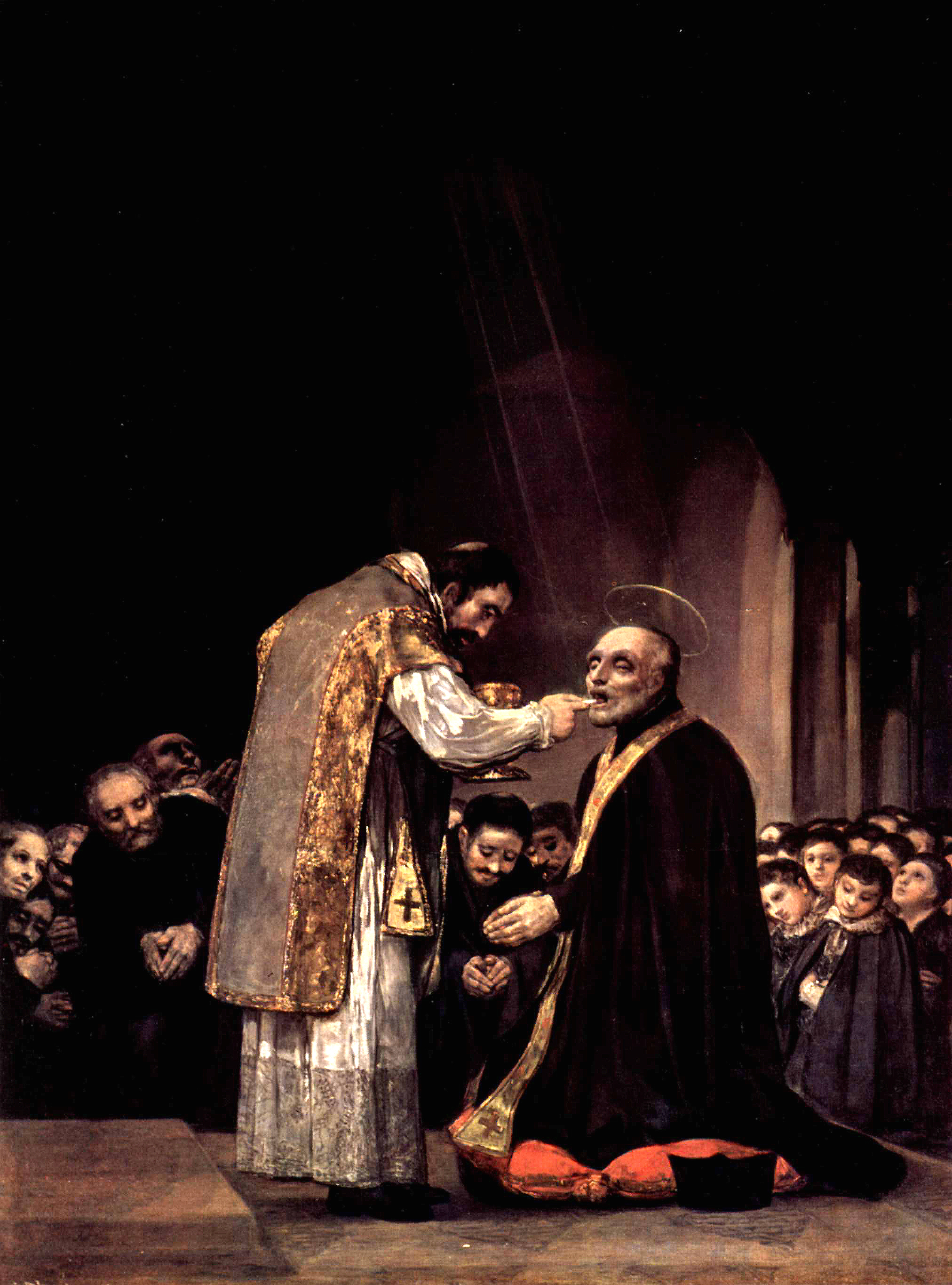
Francisco de Goya: Die letzte Kommunion des Hl. Josef von Calasanza

Der frühe Tod seiner Mutter und seines Bruders prägten seine Berufung. Calasanz studierte Philosophie und Theologie und wurde 1583 zum Priester geweiht. 1592 übersiedelte er nach Rom und widmete sich während der Pestepidemie des Jahres 1595 der Krankenpflege. 1597 eröffnete er in den Räumen des zu Santa Dorotea gehörenden Klosters eine Schule für verarmte Kinder. Bereits 1611 wurden deren 1.000 unterrichtet. 1617 folgte die päpstliche Anerkennung der so genannten Piaristen (Schulbrüder), 1621 die Erhebung zum Orden. José Calasanz wurde der erste General des Ordens.
José Calasanz wurde in der Kirche San Pantaleo in Rom beigesetzt.

## Seligsprechung und Heiligsprechung
José Calasanz wurde am 18. August 1748 durch Papst Benedikt XIV. seliggesprochen, am 16. Juli 1767 folgte die Heiligsprechung durch Papst Clemens XIII. 1948 wurde er zum Patron der katholischen Volksschulen erklärt. Sein Gedenktag in der Liturgie ist der 25. August.

## José Calasanz als Namensgeber
Nach José Calasanz benannt ist der Orden der Kalasantiner, der vom Arbeiterpriester Anton Maria Schwartz 1889 in Wien gegründet wurde.